# Teresa Chmura-Pełech
Teresa Danuta Chmura-Pełech (ur. 23 marca 1933 w Krakowie, zm. 18 maja 2009 we Wrocławiu) – plastyk i architekt urbanista.

## Życiorys
Córka Władysława Chmury (1906–1943 zm. w ZSRR) oraz Anieli Wandy Szarskiej (ur. 1900 w Smoleńsku, zm. 1994 we Wrocławiu). W 1951 r. ukończyła Zespół Szkół Plastycznych im. Stanisława Kopystyńskiego we Wrocławiu. W 1957 r. ukończyła studia na wydziale architektury Politechniki Wrocławskiej i urbanistyczne studia podyplomowe. W latach 60.–70. XX w. opracowała plany urbanistyczne miast: Bystrzyca Kłodzka, Duszniki-Zdrój, Kłodzko, Kudowa-Zdrój, Międzylesie, Stronie Śląskie oraz Grupy Śnieżnika.
W latach 1981–1985 była wykładowcą uniwersyteckim w mieście Tizi Wuzu w Algierii. Podczas pobytu podrożowała po Saharze.
Od 1986 pracowała w Instytucie Ochrony Środowiska we Wrocławiu. W tym czasie powstały plany miast: Biała Podlaska i Brzeg Dolny. W 1994 kupiła dom w Borku, osadzie Ludwikowic Kłodzkich we Wzgórzach Włodzickich. Zmarła w 2009 i została pochowana na cmentarzu Grabiszyńskim we Wrocławiu.

## Upamiętnienie
Teresa Chmura-Pełech była pierwowzorem bohaterek dwóch książek Olgi Tokarczuk:
- Marty z powieści Dom dzienny, dom nocny z 1998 r. O tym fakcie wspomina Karol Maliszewski w swojej książce pt. Sajgon[8].
- Janiny Duszejko, postaci z powieści Prowadź swój pług przez kości umarłych z 2009[a][9].

Kiedy dochodzę, widzę Teresę i ogromne psy, towarzyszy jej samotności na tym odludziu. Ciągnie sanki, wielką kopę świerkowych gałęzi dla kóz [...] W jej chłodnej izbie gorąca herbata z hibiskusa [...] Teresa z Górki znała Olgę zza Drugiej Górki, i twierdzi, że posłużyła jej jako model przy tworzeniu postaci Marty w jednej z książek pisarki.  Karol Maliszewski